# Timofeï Jalnine
Timofeï Jalnine (en russe : Тимофей ЖАЛНИН), né en 1981 à Novokouznetsk, région de Kemerovo (Russie), est un scénariste et réalisateur russe.

## Biographie
Timofeï Jalnine crée en 2000 le studio de théâtre expérimental Louksorr. Il en est le directeur jusqu'en 2007, lorsqu'il entre au département de réalisation de cinéma de fiction de l'université nationale de cinéma et télévision (SPBTUKiT), à Saint-Pétersbourg. Son film À deux est présenté à la semaine du cinéma russe à Paris en novembre 2018.  

## Filmographie
courts-métrages
- 2010 : Balagantchik (Балаганчик) (aussi scénariste)
- 2010 : Allumettes (Спички)
- 2010 : Brouillon (Черновик) (aussi scénariste)
- 2011 : Légers seize ans (Легкие шестнадцать лет) (aussi scénariste)
- 2012 : F5 (F5) (aussi scénariste)

long-métrage
- 2018 : À deux russe : Двое